# Balwand
Balwand ou Balwant ou encore Rai Balvand était un barde du sikhisme, il est souvent cité avec Satta, un autre poète donné par certains historiens comme son frère. Ces deux musiciens sont des rababis. Tous deux sont célèbres pour avoir écrits une série de huit hymnes connus sous le nom de Ramkali ki Var, écrits qui se retrouvent dans le Livre saint des sikhs, le Guru Granth Sahib. Ils étaient des joueurs de rebec à la cour de Guru Arjan (1563-1606), un des gourous fondateurs du sikhisme. Rai Balvand était musulman de naissance. Il jouait avec Satta les kirtans, les chants de méditations chers au sikhisme pour Guru Arjan. Ils ont eu des démêlés avec ce prophète du sikhisme notamment à cause du manque de rigueur de leur foi, mais, devant l'insistance de leurs compagnons et devant les mésaventures qui leur étaient arrivées, la lèpre entre autres, Guru Arjan les fit revenir dans son entourage.